# Juan Antonio Gracia
Juan Antonio Gracia Laborda (Nuez de Ebro, 6 de mayo de 1888 – Zaragoza, 16 de diciembre de 1974), a veces apodado como el chico de Nuez, fue un cantante de jota aragonesa.

## Biografía
Natural de Nuez de Ebro, nació en una familia de fuerte tradición jotera. Su abuelo fue uno de los primeros cantantes de jota documentados, y junto a su madre enseñó a Juan Antonio dicho estilo musical. Sus parientes Manuel y Gerardo fueron también joteros conocidos en el periodo.
Posteriormente se mudó a Zaragoza, donde recibió lecciones de Balbino Orensanz, que en 1903 había creado una Academia musical en el Teatro Principal de Zaragoza bajo patrocinio municipal. En 1906, con apenas 18 años, Juan Antonio ganó el Certamen Oficial de Jota, iniciando una reconocida carrera musical. Famoso por su voz potente y por su dominio de los múltiples estilos joteros, su canto ha sido llamado "modelo de sabor y pureza". El estudioso de la jota, Demetrio Galán Bergua lo consideró uno de los mejores joteros. No sólo destacó como cantador sino también como intérprete de cuerda.
Su carrera musical se extendió varias décadas, protagonizando giras por España, Portugal y Francia, actuando en grandes eventos de la época como la despedida del tenor Fleta en 1923, la Exposición Internacional de Barcelona de 1929 y la Exposición Iberoamericana de Sevilla de 1929-1930 y actuando ante los reyes de España. Grabó también uno de los primeros discos musicales en España en 1926.
Casado con Jacoba Clavería, fue padre de varios hijos y se estableció a comienzos de la década de 1930 en el barrio de San Pablo de Zaragoza. Enviudó mientras sus hijos eran aún pequeños.
Además de como intérprete, también es conocido como educador musical, siendo el maestro tanto de su hija Petra como de su sobrina, Pascuala Perié. Particularmente Pascuala ha sido igualmente considerada una de las principales intérpretes de la jota y fue a su vez profesora. Juan Antonio es igualmente mencionado a menudo junto a uno de los principales alumnos de su sobrina, el pastor de Andorra, que debutó en el Teatro Principal junto a él en lo que en el anecdotario popular se atribuye a una broma de Juan Antonio al alcalde. La hija de su hija Petra, María Begoña, fue otra reconocida personalidad del mundo de la jota.
En 1941 volvió a ganar el Certamen Oficial de Jota, algo considerado excepcional tanto por repetir triunfo como por la edad con la que lo obtuvo. Siguió en activo hasta avanzada edad, siendo particularmente recordada su actuación en el homenaje a Galán Bergua que se celebró en 1970.
Tras residir un tiempo en Barcelona,  regresó a Zaragoza y pasó sus últimos años en su antiguo barrio de San Pablo. Falleció en 1974.